# Савджи (бей Алайе)
Савджи б. Шемседдин Мехмед (тур. Savcı b. Şemseddin Mehmed) — правитель бейлика Алайе в 1403—1424 годах. В начале его правления маршал Бусико захватил Алайе, но не смог удержать и заключил с Савджи мир.

## Биография
После поражения Баязида I в Ангорской битве захваченные османами бейлики были возрождены. При этом, как видно по чеканившимся в Алайе монетам, в 1403 году беем в бейлике был Савджи б. Шемседдин Мехмед. Возможно, он был сыном бея Караманидов Шемседдина Мехмеда-бея (1349/50 — 1352/53), сына Бедреддина Ибрагим-бея. Однако других свидетельств, что у Шемседдина Мехмеда-бея был сын Савджи, пока не обнаружено. На монетах, которые чеканил Савджи-бей, он сначала использовал титул «Эмир», а позже, он начал использовать титул «Султан».
В 1402 году маршал Бусико намеревался напасть на Александрию. Госпитальеры, незадолго до этого заключившие с мамлюками мирный договор, убедили его направить усилия против их соседа и конкурента в торговле — Алайе. В июне 1403 года Бусико осадил город (в его войске присутствовали многие известные рыцари, в том числе Ж. де Шатоморан, Л. де Кюлан, брат магистра госпитальеров Гийом де Найяк, синьор де Шатонёф). В это время Савджи не было в городе, поскольку он боролся за власть со своим братом. Савджи-бей добрался до города лишь через пять дней. О личности этого брата не удалось найти никакой информации. По версии турецкого историка М. Аккуша, Савджи расположился в полумиле от города и несколько дней атаковал засевших в крепости христиан, нанося им большой урон. Флот и войско маршала Бусико понесли тяжёлые потери, и через 14 дней после высадки маршал был вынужден покинуть город. Венецианский хронист Антонио Морозини (враждебный к поддерживавшему на Кипре генуэзцев Бусико) в так называемом «Кодексе Морозини» утверждал, что маршал вывел свои войска из Алайе, потому что они были «очень сильно истерзаны». Биограф Бусико излагал комплиментарную для маршала версию, по которой Савджи ограничился вылазками и стычками, изматывая христиан, но каждый раз не принимая бой. По описанию биографа маршала, однажды Бусико устроил засаду и его люди, отступая, заманили туркменов в ловушку. Туркмены были разбиты, но Савджи спасся и смог укрыться в горах. На следующий день его воины разошлись по домам и он был вынужден просить о мире и пообещал Бусико, «что он всегда будет его другом, а также другом генуэзцев — он окажет ему все услуги, какие только сможет, и предложил свою власть и господство, чтобы помочь ему против короля Кипра». Поскольку Бусико намеревался отвоевать у кипрского короля Януса Фамагусту, он принял предложение Савджи и заключил с ним мир. Христианские хронисты не называли имени Савджи, упоминая его как «бей Сканделора», имя бея, правившего в тот период, известно по надписям на монетах, которые он чеканил.
Неясно, какую позицию занял Савджи-бей в 1418 году в борьбе Караманидов против мамлюков за Тарс. Однако отчеканенные в 1421 году монеты от имени мамлюкского султана Насиреддина Мухаммеда эс-Салиха показывают, что отношения с мамлюками не ухудшились. Неизвестно, как долго правил Савджи-бей. Однако, как можно понять из ремонтной надписи на здании, датированной 1424 годом, к этому году сын Савджи Караман-бей стал главой бейлика, значит, Савджи скончался не позднее 1424 года.
Известно о трёх сыновьях Савджи:
- Караман, наследовавший отцу;
- Лютфи, убивший Карамана и правивший после него;
- Али, предположительно являвшийся отцом Кылыч Арслана, последнего бея Алайе.